# Kalwaria Pacławska
Kalwaria Pacławska is een dorp in de Poolse woiwodschap Subkarpaten. De plaats maakt deel uit van de gemeente Fredropol en telt 164 inwoners.